# 周懋森古栈房及爱莲堂
周懋森古栈房及爱莲堂又名自由路古栈房，是浙江兰溪市的一处清代建筑，位于云山街道自由路232号山坡上。

## 建筑
周懋森古栈房层层升高，共有二进三开间一天井，雕刻精美。清光绪二十九年（1903年），其中自由路228号辟为基督教浸礼会真神堂。

## 保护
1997年9月2日，周懋森古栈房公布为第四批兰溪市文物保护单位。2017年1月19日，周懋森古栈房及爱莲堂公布为第七批浙江省文物保护单位，属于古建筑类，编号7-140。